# Neobisium speleophilum
Neobisium speleophilum är en spindeldjursart som beskrevs av Krumpál 1986. Neobisium speleophilum ingår i släktet Neobisium och familjen helplåtklokrypare. Inga underarter finns listade i Catalogue of Life.